# Cosmografia mesopotamica
La cosmografia mesopotamica è la descrizione del cosmo secondo le credenze dei popoli della Mesopotamia negli ultimi due o tre millenni prima di Cristo. Essa ha influenzato enormemente le convinzioni e la cosmografia degli altri popoli antichi del Vicino Oriente, ad esempio gli Israeliti, e di quelli del Mediterraneo.
Il cosmo mesopotamico è costituito da sei piani. Tre piani descrivono i cieli e altri tre la terra, in quanto corrispondono alla superficie terrestre e a due  livelli sotterranei. Si osservi che nel testo di alcuni incantesimi in lingua sumera si invocano “i sette cieli” e “le sette terre”: dovrebbe però trattarsi semplicemente di una tipica fraseologia mesopotamica per indicare il cielo e la terra nella loro pienezza e totalità, in accordo col valore simbolico allora assegnato al numero sette. L'idea di un cielo a sette livelli ricomparve più tardi in scritti giudaici non canonici.

## Fonti
Le credenze cosmografiche di Sumeri, Accadi, Assiri e Babilonesi sulla struttura fisica dell'universo nella sua totalità (cieli, terra e mondo sotterraneo) compaiono implicitamente in una grande varietà di testi, scritti su un arco di circa 2500 anni e appartenenti ai più diversi generi letterari: racconti cosmogonici sumeri e accadici, viaggi in cielo in testi epici accadici (Etana, Adapa, Nergal e Ereshkigal), descrizioni astronomiche del cielo stellato (MUL.APIN, astrolabi, ecc.), incantesimi in lingua sumera, ecc.
Questi testi sono sostanzialmente concordi nelle linee generali, anche se, purtroppo, resta difficile estrapolare una cosmografia razionale da testi scritti con altre finalità o almeno comprendere se le affermazioni cosmologiche erano intese come tali o soltanto in senso metaforico o mistico.
Vi sono, inoltre, aspetti importanti della descrizione fisica che non compaiono nemmeno indirettamente in alcun documento. Come fossero collegati i sei piani (fra i quali tuttavia era possibile salire o scendere) e cosa vi fosse sotto il piano più profondo o sopra quello più elevato non è detto e forse non interessava i Sumeri. Occorre inoltre tenere in conto che nel corso dei millenni ebbe luogo una progressiva evoluzione delle idee.
I testi più dettagliati, tutti del I millennio, sono:
- Due tavolette neo-assire (KAR 307, linee 30-37, e AO 8196, linee iv 20-22) contenenti materiale testuale non antecedente il periodo cassita (seconda metà del secondo millennio)[3]. Esse articolano l'universo come un edificio a sei piani[4].
- La tavoletta neo-assira con la “Descrizione dell'impero di Sargon” (detta "The Sargon Geography"). Essa contiene un elenco dei popoli dell'impero del re accadico Sargon, chiamato "re dell'universo" perché avrebbe conquistato "la totalità delle terre sotto il cielo".
- La tarda tavoletta babilonese BM 92687, che fornisce una descrizione della superficie terrestre attorno a Sumer, contenente importanti elementi geografia fisica[5].

## I tre livelli del cielo
I tre cieli sono costruiti con pietre di tre colori: rosso, azzurro e grigio:
- Il cielo superiore (šamê elûti) o cielo di Anu (ša danim), il re degli dei, è costruito con pietra lu-lu-dā-nī-tu, una pietra rossa con macchie bianche e nere. Si suppone che essa componga il pavimento di questo cielo (che è anche il soffitto del cielo sottostante).
- Il cielo intermedio (šamê qablûti) è fatto di pietra sag-gil-mud, una pietra blu come il lapislazzuli. In esso si trova la cella di Marduk, fatta di lapislazzuli vero e proprio.
- Il cielo inferiore (šamê šaplûtu), quello delle stelle, è costruito con aš-pu-u, termine che ha dato origine alla parola "diaspro", una varietà di calcedonio che esiste in vari colori. Secondo un altro testo mesopotamico, l'Abnu-šikinšu, il colore del "diaspro" può essere simile al cielo chiaro oppure più scuro come un cielo coperto, due sfumature diverse di grigio appropriate per il cielo in condizioni meteorologiche diverse. Anche Plinio nella sua Storia Naturale (37,37) scrive che il "diaspro persiano”, la varietà detta aerizusa, è “come il cielo di un mattino autunnale”. Il "diaspro" che costituiva il cielo inferiore, quindi, doveva avere un colore grigio, con tonalità più o meno scure o azzurrine: probabilmente oggi sarebbe considerato un calcedonio comune e perciò in questo testo il nome "diaspro" è utilizzato solo fra virgolette.

Le tipologie di pietra scelte per i tre cieli hanno i  possibili colori del cielo nelle diverse condizioni atmosferiche. Il cielo inferiore è di "diaspro", perché la varietà “persiana” di questo minerale può essere traslucida: essa, perciò, può consentire la visione della soprastante superficie azzurra del cielo intermedio. 
Si osservi che il rosso del cielo superiore tinge l'atmosfera solo in occasione dell'alba e del tramonto e forse i mesopotamici ipotizzavano che ciò avvenisse attraverso le porte del cielo di lapislazzuli indispensabili al dio Sole (Utu per i Sumeri, Shamash per gli Accadi) per scendere dai cieli superiori e risalirvi.
Questa concezione così ragionata ben si accorda con la "prima rivoluzione scientifica", che ebbe luogo nel I millennio. Nei millenni precedenti è probabile che la struttura dei cieli fosse meno elaborata. Un indizio è fornito dalla parola sumera che indica lo stagno: "metallo del cielo", una terminologia che è compatibile con la diffusa credenza che il firmamento fosse una sottile lamina di metallo.
Mentre i trecento dei Igigi abitano nei due cieli superiori, in quello inferiore si trovano le stelle. Esso, perciò, corrisponde al nostro firmamento. Le stelle, però, sono semplicemente incise nel diaspro. La rotazione notturna della volta celeste implica che il cielo di "diaspro" ruoti solidamente attorno alla terra oppure, come sostennero in seguito il greco Aristarco di Samo e il caldeo Seleuco di Seleucia, che sia la terra a ruotare.

### Confronti biblici
Il colore azzurro della barriera che separa il mondo invisibile degli dei mesopotamici dalla parte di cielo esposta alla nostra vista fornisce il linguaggio simbolico utilizzato anche dalla Bibbia per caratterizzare la visione di Yahweh nell'alto dei cieli. Ad esempio nel libro dell'Esodo, Mosè dopo essere salito sul monte Sinai accede alla visione del trono divino; esso sovrasta uno strato di pietra blu, tradotta come zaffiro o lapislazzuli (Es 24,10). Analoghe visioni ha il profeta Ezechiele (Ez 1,26-28; 10,1).

## I tre livelli della terra
Sotto i tre cieli si trovano tre “terre”, il cui “pavimento” non è in pietra ma in terra battuta (detta dannatu in assiro):
- In alto c'è la superficie terrestre (erṣeti elīti), abitata degli uomini;
- Nel sottosuolo si trova la “terra intermedia” (erṣeti qablītu), la terra delle acque sotterranee da cui proviene l'acqua vivificante dei pozzi e delle sorgenti (Apsû), abitata dal dio Ea (Enki per i sumeri). Ea, dio della sapienza e delle acque, che dona la fertilità dei campi e delle greggi, è il padre di Marduk, ma secondo il poema Enūma eliš venne relegato nell'Apsu quando Marduk divenne il dio supremo. La vicenda è analoga a quella di Saturno/Crono detronizzato da Giove/Zeus;
- Nel profondo della terra (erṣeti šaplītu) c'era il Kur o "Irkallu", la “terra del non ritorno” (erṣet la tȃri), il mondo delle trecento (o seicento) divinità infernali, gli Annunaki, governato dagli dei Nergal ed Ereškigal e sede dei morti. Tutti, uomini e dei, sono ridotti a cibarsi di terra e acqua sporca.

## La superficie terrestre
Le conoscenze geografiche dei popoli mesopotamici possono essere dedotte da due documenti, il cui valore cosmografico è difficile da valutare.

### L'impero di Sargon
La descrizione dell'impero di Sargon (XXIV secolo a.C.) è un documento neo-assiro, forse scritto per compiacere ed informare il re Sargon II (secolo VIII). I territori descritti spaziano dal "mare superiore", cioè Creta, Cipro e la costa mediterranea del Libano, al "mare inferiore", cioè il Golfo Persico sino all'Oman ("Magan") e dall'Anšan (Iran) all'Egitto, coprendo un'area contenuta grosso modo in un cerchio con diametro di oltre 4000 km.

### La mappa del mondo

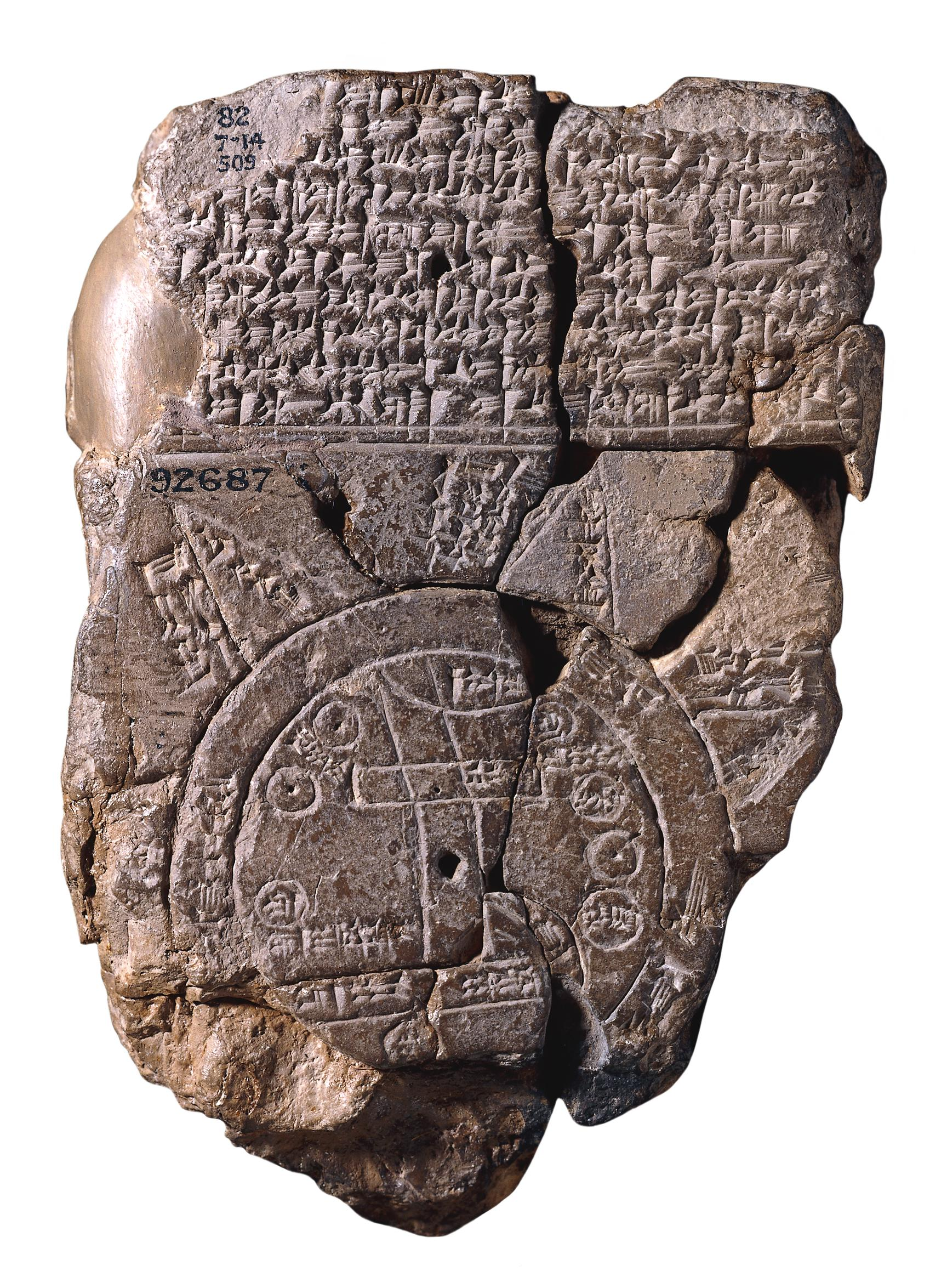
Mappa babilonese del mondo (c.500 a.C.).

La tarda tavoletta babilonese  BM 92687, pubblicata per la prima volta nel 1889, riporta uno schema concettuale della superficie terrestre attorno a Sumer, detto "Mappa Mundi" o "Icona mundi". Essa è incompleta e non ne sono state ancora trovate copie, né rappresentazioni analoghe. Si tratta, cioè, di un unicum inestimabile, ma di cui è difficile valutare la rappresentatività delle conoscenze geografiche dei popoli mesopotamici. Essa, tuttavia, ha influenzato enormemente l'opinione degli storici sulle conoscenze geografiche e cosmografiche dell'antico Vicino Oriente.
Nello schema l'estensione della terra conosciuta è sempre quella della "geografia di Sargon", se non addirittura più ridotta. Attorno a Babilonia si trovano una catena di montagne e i territori di alcuni popoli: Urartu, Assiria, Der, Elam (Susa) e Paese del Mare (Bit Yakini). La geografia fisica comprende le suddette montagne, da cui scendono l'Eufrate e il Tigri, le paludi della loro foce e il Golfo Persico, indicato come "bit-qu" (canale).
La terra è circondata da un oceano ("mar-ra-tum") a forma di corona circolare oltre al quale si trovano protomi triangolari rappresentanti altre regioni della terra (na-gu-ú). Molti studiosi, influenzati dalla tradizione greca a partire da Omero ed Esiodo, hanno visto in questo oceano una realtà cosmica, che circondava tutta la superficie terrestre. Occorre, tuttavia, notare sia che la mappa disegna un contorno esterno all'oceano, quasi come se fosse un canale, sia che le protomi dovrebbero rappresentare paesi ben noti in Mesopotamia, ma assenti dalla mappa: l'Egitto, l'isola di Creta, l'Anatolia e il territorio della catena del Caucaso (forse da identificare con le protome indicata come "grande muro", BÀD.GU.LA).